# Mycosphaerella tumulosa
Mycosphaerella tumulosa är en svampart som beskrevs av Carnegie & Beilharz 2007. Mycosphaerella tumulosa ingår i släktet Mycosphaerella och familjen Mycosphaerellaceae.   Inga underarter finns listade i Catalogue of Life.